# Луїс Карлос Коррея Пінто
Луїс Карлос Коррея Пінто (порт. Luís Carlos Correia Pinto, нар. 5 травня 1985, Порту, Португалія) — португальський футболіст, лівий захисник команди «Уеска».
31 травня 2012 року приєднався до основного складу Бенфіки, де провів 5 ігор і одного разу відзначися у воротах суперника. Однак вже наступного року, через нечасті появи на полі, він перебрався до Іспанії і уклав угоду із «Депортіво».
Після п'яти років в «Депортіво», 15 червня 2018-го Луїс підписав дворічний контракт з клубом «Уеска».